# 惠勒斯普林斯 (加利福尼亞州)
惠勒斯普林斯（英語：Wheeler Springs）是位於美國加利福尼亞州文圖拉縣的一個非建制地區。該地的面積和人口皆未知。

## 地理
惠勒斯普林斯的座標為34°30′29″N 119°17′29″W / 34.50806°N 119.29139°W，而該地的平均海拔高度為453米（即1486英尺）。